# ژیلبر سسبورن
ژیلبر سسبورن (به فرانسوی: Gilbert Cesbron) نویسنده قرن بیستم میلادی اهل فرانسه است.